# Список символів Канзасу

Розташування штату Канзас на мапі США

Нижче наведений список символів штату Канзас.

## Символи штату

Прапор Канзасу

| Вид                     | Символ                         | Рік і примітки                 |
| ----------------------- | ------------------------------ | ------------------------------ |
| Печатка                 | Печатка Канзасу                | 1861                           |
| Квітка                  | Соняшник                       | 1903                           |
| Знамено                 | Канзаське знамено              | 1925                           |
| Прапор                  | Прапор Канзасу                 | 1927 (підтверджено 1961, 1963) |
| Марш                    | «Канзаський марш»              | 1935                           |
| Птаха                   | Шпаркос західний               | 1937                           |
| Дерево                  | Тополя трикутнолиста           | 1937                           |
| Пісня                   | «Будинок на скелі»             | 1947                           |
| Тварина                 | Бізон американський            | 1955                           |
| Комаха                  | Бджола                         | 1976                           |
| Плазун                  | Коробчаста черепаха прикрашена | 1986                           |
| Ґрунт                   | англ. Harney silt loam         | 1990                           |
| Марш                    | «Here's Kansas»                | 1992                           |
| Амфібія                 | Ambystoma mavortium            | 1994                           |
| Трава                   | Schizachyrium scoparium        | 2010                           |
| Морська викопна тварина | Тилозавр                       | 2010                           |
| Летюча викопна тварина  | Птеранодон                     | 2010                           |
| Камінь                  | англ. Greenhorn Limestone      | 2018                           |
| Мінерал                 | Галеніт                        | 2018                           |
| Коштовність             | Бурштин                        | 2018                           |
| Риба                    | Сом канальний                  | 2018                           |
| Червоне вино            | фр. Chambourcin                | 2019                           |
| Біле вино               | фр. Vignoles                   | 2019                           |